# Coenonympha herbuloti
Coenonympha herbuloti är en fjärilsart som beskrevs av Varin 1952. Coenonympha herbuloti ingår i släktet Coenonympha och familjen praktfjärilar. Inga underarter finns listade i Catalogue of Life.